# Николаос Ципурас
Николаос Ципурас (на гръцки: Νικόλαος Τσίπουρας), известен като капитан Трайкос (Τράϊκος, Τράικος) или Траянос (Τραϊανός), е гръцки офицер, капитан и андартски капитан, деец на гръцката въоръжена пропаганда в Македония.

## Биография
Роден е на 1 юни 1880 година в Платанос, Гърция. През октомври 1901 година постъпва в Гръцката армия. През 1905 година се включва в гръцката въоръжена пропаганда в Македония и действа с чета в Битолско и Леринско. Отново действа с чета в Македония в 1907 – 1908 година в Берско, Негушко и Воденско. Сътрудничи си със Стерьос Кукутегос.
Участва в Балканските войни в 1912 – 1913 година като офицер от евзонски батальон на Осма пехотна дивизия на Епирския фронст. Ранен е в битката при Бизани. След войните излиза в остаква от войската и се присъединява към силите на Автономната република Северен Епир, като командва северноепирските части в района на Лесковик – Колония. От 1917 година воюва на Македонския фронт срещу българските части по време на Първата световна война. Отличава се в битката при Яребична през май 1918 година, където е ранен и на бойното поле е произведен в подполковник. В Гръцко-турската война (1919 – 1922) Ципурас служи като заместник-командир, а по-късно командир на 53 пехотен полк в Независимата дивизия. Отличава по време на дългото отстъпление на дивизията към морето и Лесбос след битката при Думлупънар. След войните Ципурас продължава службата си в армията като полкови и дивизионен командир.
Ципурас излиза в оставка с чин генерал-майор на 10 октомври 1929 година.
На 2 юни 1936 година е назначен за генерал-губернатор на Македония в правителството на Йоанис Метаксас и заема поста до 21 март 1937 година.